# ADSL Annex A
Annex A — разновидность стандарта ADSL для передачи высокоскоростных данных совместно с аналоговой телефонией.
При работе по аналоговой телефонной линии ADSL-модем использует каналы начиная с 6-го (частота 25.875 кГц). При этом каналы с 6 по 31 используются для передачи данных, а каналы с 38 по 255 — для приёма данных. Annex A предусматривает возможность работы по протоколу G.Lite, в этом случае для приёма используются только каналы с 38 по 127.